# Бачкова
Бачкова — річка в Україні у Дрогобицькому районі Львівської області. Ліва притока річки Стрию (басейн Дністра).

## Опис
Довжина річки приблизно 7,34 км, найкоротша відстань між витоком і гирлом — 6,07  км, коефіцієнт звивистості річки — 1,21 . Формується притоками та багатьма безіменними струмками.

## Розташування
Бере початок на південно-східних схилах гори Повзоло (819,2 м). Тече переважно на південний захід через село Ямельницю і на південно-східній стороні села Підгородці впадає у річку Стрий, праву притоку річки Дністра.

## Притоки
- Ямельниця (ліва).

## Цікаві факти
- На річці існує декілька нафтових свердловин[1].
- Біля гирла річку перетинає автошлях Т 1421.